# Braisnes-sur-Aronde
Braisnes-sur-Aronde é uma comuna francesa na região administrativa de Altos da França, no departamento de Oise. Estende-se por uma área de 2,6 km². Em 2010 a comuna tinha 174 habitantes (densidade: 66,9 hab./km²).